# Mistrovství světa v rallye 2004

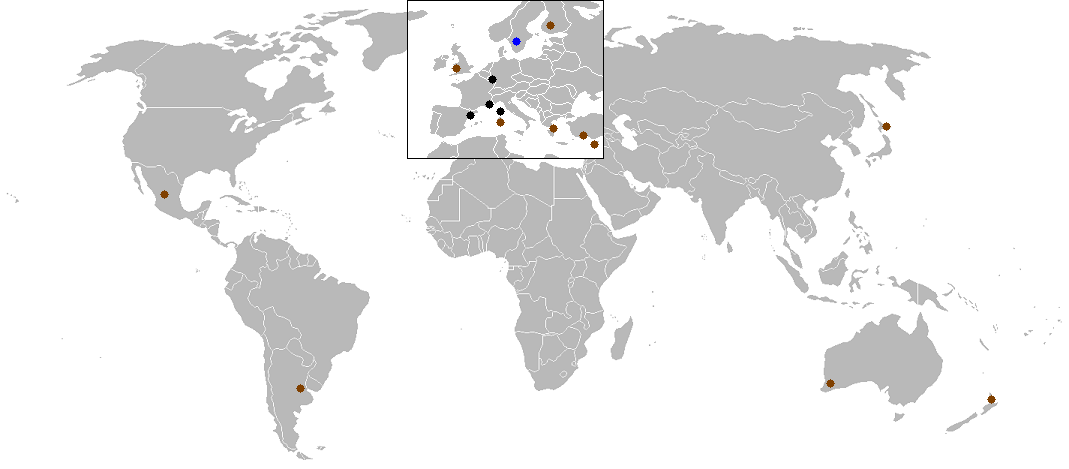
země pořádající WRC v roce 2004

Mistrovství světa v rallye 2004 (anglickyWorld Rallye Championchip 2004) byl seriál závodů mistrovství světa v rallye v sezóně 2004. Vítězem se stal francouz Sebastian Loeb na voze Citroën Xsara WRC. Automobilka Citroën získala i pohár konstruktérů.

## 72. Rally Monte Carlo

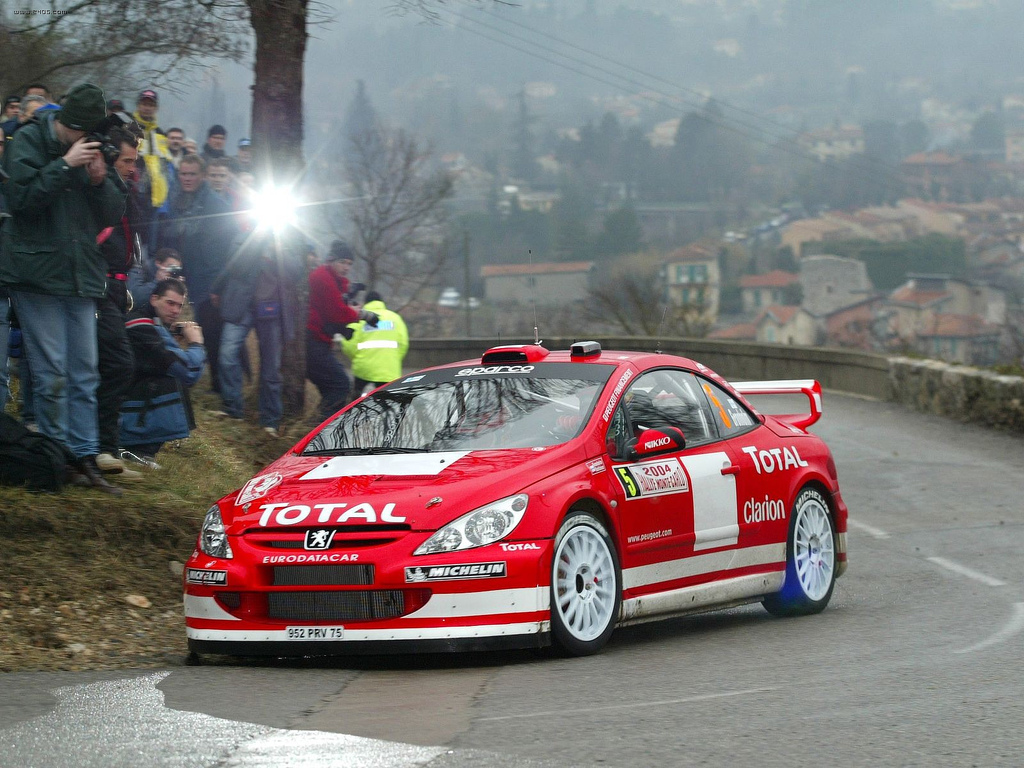
Marcus Grönholm s Peugeotem 307

22. - 25. leden, 1413,77 km, 13 rychlostních zkoušek
1. Sebastian Loeb, Daniel Elena - Citroën Xsara WRC
2. Markko Märtin, Michael Park - Ford Focus RS WRC
3. Francois Duval, Fortin - Ford Focus RS WRC
4. Marcus Grönholm, Timo Rautiainen - Peugeot 307 CC WRC
5. Freddy Loix, Smeets - Peugeot 307 CC WRC
6. Gilles Panizzi, Panizzi - Mitsubishi Lancer WRC
7. Petter Solberg, Phil Mills - Subaru Impreza WRC
8. Olivier Burri, Patthey - Subaru Impreza WRC
9. Josef Béreš, Petr Starý - Hyundai Accent WRC
10. Bernardi, Giraudet - Renault Clio

## 53. Uddeholm Swedish rally
6. - 8. únor, 1981,68 km, 19 rychlostních zkoušek
1. Sebastian Loeb, Daniel Elena - Citroën Xsara WRC
2. Marcus Grönholm, Timo Rautiainen - Peugeot 307 CC WRC
3. Peter Solberg, Phil Mills - Subaru Impreza WRC
4. Jane Tuohino, Aho - Ford Focus RS WRC
5. Carlos Sainz, Marti - Citroën Xsara WRC
6. Henning Solberg, Menkerud - Peugeot 206 WRC
7. Markko Märtin, Michael Park - Ford Focus RS WRC
8. Daniel Carlsson, Andersson - Peugeot 206 WRC
9. Mikko Hirvonen, Lehtinen - Subaru Impreza WRC
10. Eriksson, Svensson - Ford Focus RS WRC

## Corona Rally Mexico
11. - 14. březen, 1040,67 km, 15 rychlostních zkoušek
1. Markko Märtin, Michael Park - Ford Focus RS WRC
2. Francois Duval, Fortin - Ford Focus RS WRC
3. Carlos Sainz, Marti - Citroën Xsara WRC
4. Petter Solberg, Phil Mills - Subaru Impreza WRC
5. Mikko Hirvonen, Lehtinen - Subaru Impreza WRC
6. Marcus Grönholm, Timo Rautiainen - Peugeot 307 CC WRC
7. Jussi Välimäki, Honkanen - Hyundai Accent WRC
8. Gilles Panizzi, Panizzi - Mitsubishi Lancer WRC
9. Antony Warmbold, Price - Ford Focus RS WRC
10. Harri Rovanperä, Pietilainen - Peugeot 307 CC WRC

## Propecia Rally New Zealand
15. - 18. duben, 1398,36 km, 23 rychlostních zkoušek
1. Petter Solberg, Phil Mills - Subaru Impreza WRC
2. Marcus Grönholm, Timo Rautiainen - Peugeot 307 CC WRC
3. Markko Märtin, Michael Park - Ford Focus RS WRC
4. Sebastian Loeb, Daniel Elena - Citroën Xsara WRC
5. Harri Rovanperä, Pietilainen - Peugeot 307 CC WRC
6. Carlos Sainz, Marti - Citroën Xsara WRC
7. Mikko Hirvonen, Lehtinen - Subaru Impreza WRC
8. Daniel Carlsson, Andersson - Peugeot 206 WRC
9. Herridge, MacNeall - Subaru Impreza STI
10. Manfred Stohl, Ilka Minor - Mitsubishi Lancer EVO VII

## Rally Cyprus

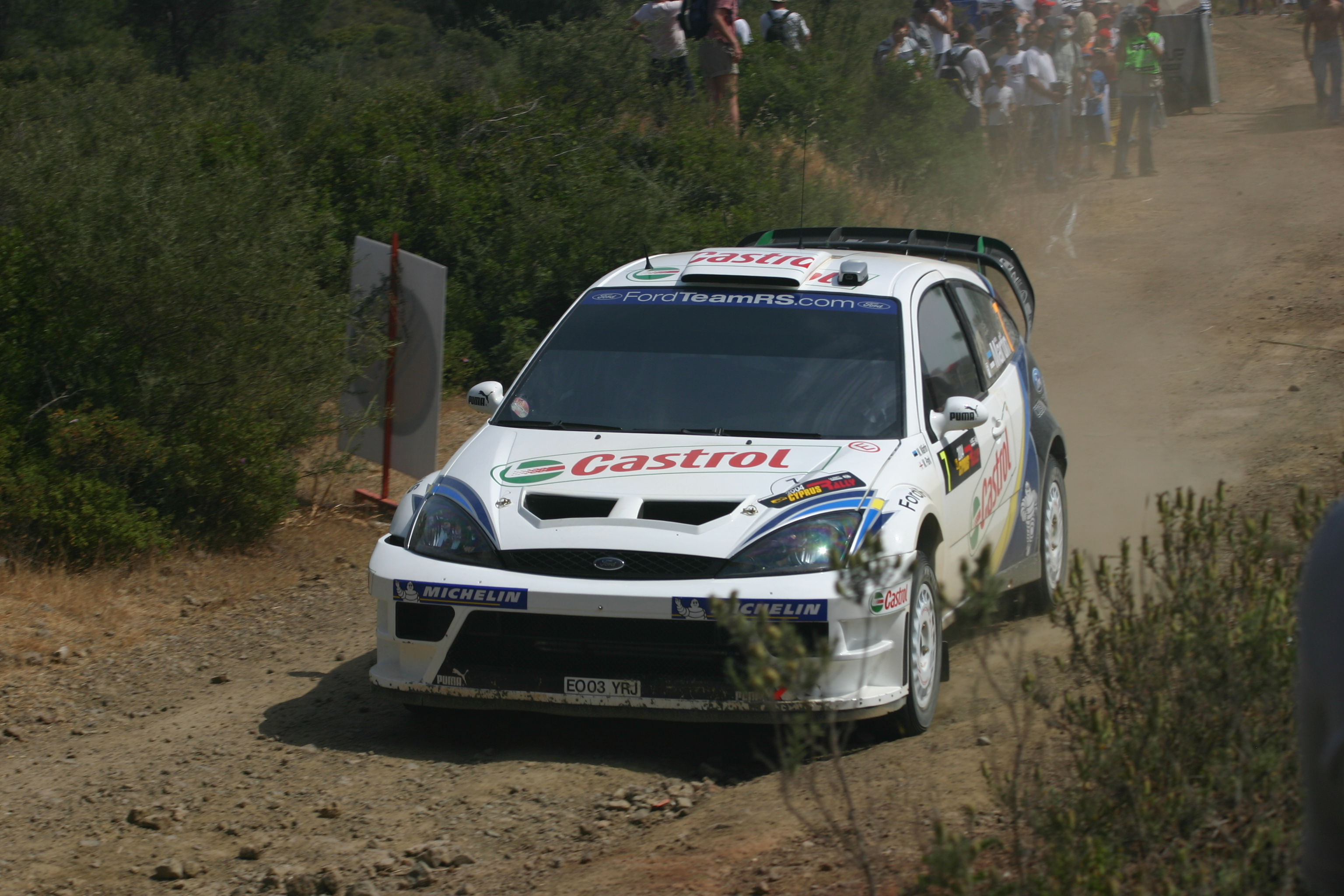
Markko Märtin s Focusem

14. - 16. květen, 1136,72 km, 18 rychlostních zkoušek
1. Sebastian Loeb, Daniel Elena - Citroën Xsara WRC
2. Markko Märtin, Michael Park - Ford Focus RS WRC
3. Carlos Sainz, Marti - Citroën Xsara WRC
4. Petter Solberg, Phil Mills - Subaru Impreza WRC
5. Mikko Hirvonen, Lehtinen - Subaru Impreza WRC
6. Jane Tuohino, Aho - Ford Focus RS WRC
7. Ginley, Kennedy - Subaru Impreza WRC
8. Miguel Campos, Da Silva - Peugeot 206 WRC
9. Tsouloftas, S. Laos - Mitsubishi Lancer EVO VI
10. Koutsakos, P. Laos - Peugeot 306 GTI

## Rally Acropolis
3. - 6. červen, 1438,48 km, 22 rychlostních zkoušek
1. Petter Solberg, Phil Mills - Subaru Impreza WRC
2. Sebastian Loeb, Daniel Elena - Citroën Xsara WRC
3. Harri Rovanperä, Pietilainen - Peugeot 307 CC WRC
4. Francois Duval, Fortin - Ford Focus RS WRC
5. Daniel Carlsson, Andersson - Peugeot 206 WRC
6. Manfred Stohl, Ilka Minor - Peugeot 206 WRC
7. Jane Tuohino, Aho - Ford Focus RS WRC
8. Vovos, Em - Ford Focus RS WRC
9. Antony Warmbold, Price - Ford Focus RS WRC
10. Gilles Panizzi, Panizzi - Mitsubishi Lancer WRC

## Turecká Rallye 2004
25. - 26. červen, 1236,44 km, 17 Rychlostních zkoušek
1. Sebastian Loeb, Daniel Elena - Citroën Xsara WRC
2. Marcus Grönholm, Timo Rautiainen - Peugeot 307 CC WRC
3. Petter Solberg, Phil Mills - Subaru Impreza WRC
4. Carlos Sainz, Marti - Citroën Xsara WRC
5. Francois Duval, Fortin - Ford Focus RS WRC
6. Mikko Hirvonen, Lehtinen - Subaru Impreza WRC
7. Jane Tuohino, Aho - Ford Focus RS WRC
8. Antony Warmbold, Price - Ford Focus RS WRC
9. Yazici, Okan - Ford Focus RS WRC
10. Gianluigi Galli,, D'Amore - Mitsubishi Lancer WRC

## Rally Argentina
15. - 18. červenec, 1344 km, 26 rychlostních zkoušek
1. Carlos Sainz, Marti - Citroën Xsara WRC
2. Sebastian Loeb, Daniel Elena - Citroën Xsara WRC
3. Francois Duval, Fortin - Ford Focus RS WRC
4. Mikko Hirvonen, Lehtinen - Subaru Impreza WRC
5. Harri Rovanperä, Pietilainen - Peugeot 307 CC WRC
6. Luis Perez-Companc, Volta - Peugeot 206 WRC
7. Gilles Panizzi, Panizzi - Mitsubishi Lancer WRC
8. Gabriel Pozzo, Stillo - Subaru Impreza WRX
9. Antony Warmbold, Price - Ford Focus RS WRC
10. Jani Paasonen, Vainikka - Mitsubishi Lancer EVO VIII

## Neste rally Finland

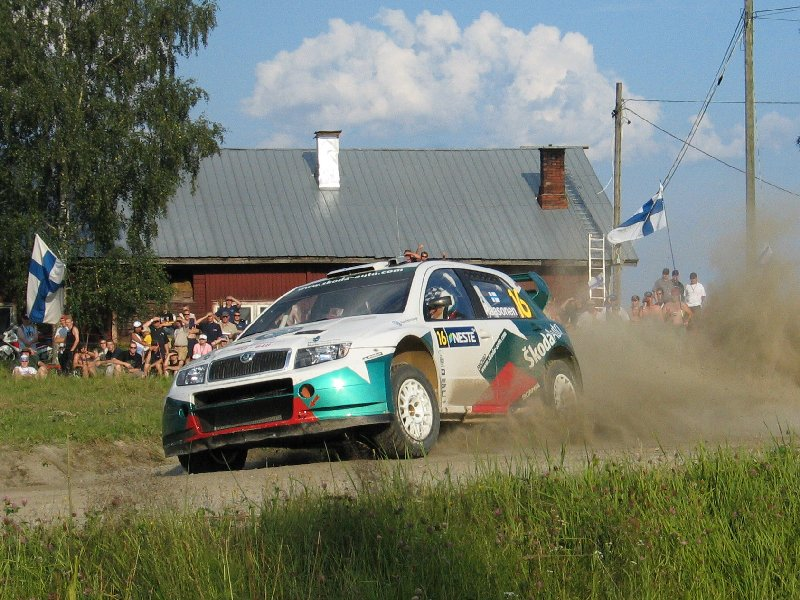
Jani Paasonen s Fabií

6. - 8. srpen, 1577,16 km, 22 rychlostních zkoušek
1. Marcus Grönholm, Timo Rautiainen - Peugeot 307 CC WRC
2. Markko Märtin, Michael Park - Ford Focus RS WRC
3. Carlos Sainz, Marti - Citroën Xsara WRC
4. Sebastian Loeb, Daniel Elena - Citroën Xsara WRC
5. Jane Tuohino, Aho - Ford Focus RS WRC
6. Jani Paasonen, Vainikka - Škoda Fabia WRC
7. Francois Duval, Fortin - Ford Focus RS WRC
8. Toni Gardemeister, Paavo Lukander - Škoda Fabia WRC
9. Daniel Carlsson, Andersson - Peugeot 206 WRC
10. Henning Solberg, Menkerud - Peugeot 206 WRC

## Rally Deutschland
22. - 25. srpen, 1397,43 km, 22 rychlostních zkoušek
1. Sebastian Loeb, Daniel Elena - Citroën Xsara WRC
2. Francois Duval, Fortin - Ford Focus RS WRC
3. Carlos Sainz, Marti - Citroën Xsara WRC
4. Markko Märtin, Michael Park - Ford Focus RS WRC
5. Robert, Bedron - Peugeot 307 CC WRC
6. Freddy Loix, Smeets - Peugeot 307 CC WRC
7. Toni Gardemeister, Paavo Lukander - Škoda Fabia WRC
8. Mikko Hirvonen, Lehtinen - Subaru Impreza WRC
9. Stephane Sarrazin, Pivato - Subaru Impreza WRC
10. Alexandre Bengue, Escudero - Peugeot 206 WRC

## Rally Japan
3. - 5. září, 1677,43 km, 27 rychlostních zkoušek
1. Petter Solberg, Phil Mills - Subaru Impreza WRC
2. Sebastian Loeb, Daniel Elena - Citroën Xsara WRC
3. Markko Märtin, Michael Park - Ford Focus RS WRC
4. Marcus Grönholm, Timo Rautiainen - Peugeot 307 CC WRC
5. Carlos Sainz, Marti - Citroën Xsara WRC
6. Harri Rovanperä, Pietilainen - Peugeot 307 CC WRC
7. Antony Warmbold, Price - Ford Focus RS WRC
8. Arai, Sircombe - Subaru Impreza WRX STI
9. Kamada, Kase - Subaru Impreza WRX STI

## Wales Rally GB
16. - 18. září, 1298,12 km, 19 rychlostních zkoušek
1. Petter Solberg, Phil Mills - Subaru Impreza WRC
2. Sebastian Loeb, Daniel Elena - Citroën Xsara WRC
3. Markko Märtin, Michael Park - Ford Focus RS WRC
4. Carlos Sainz, Marti - Citroën Xsara WRC
5. Francois Duval, Fortin - Ford Focus RS WRC
6. Harri Rovanperä, Pietilainen - Peugeot 307 CC WRC
7. Mikko Hirvonen, Lehtinen - Subaru Impreza WRC
8. Manfred Stohl, Ilka Minor - Peugeot 206 WRC
9. Nicolas Vouilloz, Dennis Giraudet - Peugeot 206 WRC
10. Antony Warmbold, Price - Ford Focus RS WRC

## Supermag Rally Italia Sardinia
1. - 3. říjen, 1228,92 km, 19 rychlostních zkoušek
1. Petter Solberg, Phil Mills - Subaru Impreza WRC
2. Sebastian Loeb, Daniel Elena - Citroën Xsara WRC
3. Carlos Sainz, Marti - Citroën Xsara WRC
4. Navarra, Fedeli - Subaru Impreza WRC
5. Francois Duval, Fortin - Ford Focus RS WRC
6. Gianluigi Galli,, D'Amore - Mitsubishi Lancer EVO VII
7. Marcus Grönholm, Timo Rautiainen - Peugeot 307 CC WRC
8. Antony Warmbold, Price - Ford Focus RS WRC
9. Andersson, Andersson - Suzuki Ignis S1600
10. Andreucci, Andreussi - Fiat Punto S1600

## Tour de Corse - Rallye de France
15. - 17. říjen, 1060,72 km, 12 rychlostních zkoušek
1. Markko Märtin, Michael Park - Ford Focus RS WRC
2. Sebastian Loeb, Daniel Elena - Citroën Xsara WRC
3. Carlos Sainz, Marti - Citroën Xsara WRC
4. Marcus Grönholm, Timo Rautiainen - Peugeot 307 CC WRC
5. Petter Solberg, Phil Mills - Subaru Impreza WRC
6. Stephane Sarrazin, Pivato - Subaru Impreza WRC
7. Freddy Loix, Smeets - Peugeot 307 CC WRC
8. Armin Schwarz, Hiemer - Škoda Fabia WRC
9. Toni Gardemeister, Paavo Lukander - Škoda Fabia WRC
10. Mikko Hirvonen, Lehtinen - Subaru Impreza WRC

## Rally Catalunya
29. - 31. březen, 1721,19 km, 19 rychlostních zkoušek
1. Markko Märtin, Michael Park - Ford Focus RS WRC
2. Marcus Grönholm, Timo Rautiainen - Peugeot 307 CC WRC
3. Carlos Sainz, Marti - Citroën Xsara WRC
4. Stephane Sarrazin, Pivato - Subaru Impreza WRC
5. Petter Solberg, Phil Mills - Subaru Impreza WRC
6. Daniel Sola, Amigo - Mitsubishi Lancer WRC
7. Gianluigi Galli,, D'Amore - Mitsubishi Lancer WRC
8. Mikko Hirvonen, Lehtinen - Subaru Impreza WRC
9. Toni Gardemeister, Paavo Lukander - Škoda Fabia WRC
10. Nicolas Vouilloz, Dennis Giraudet - Peugeot 206 WRC

## Telstra rally Australia
12. - 14. listopad
1. Sebastian Loeb, Daniel Elena - Citroën Xsara WRC
2. Harri Rovanperä, Pietilainen - Peugeot 307 CC WRC
3. Francois Duval, Fortin - Ford Focus RS WRC
4. Mikko Hirvonen, Lehtinen - Subaru Impreza WRC
5. Chris Atkinson, MacNeall - Subaru Impreza WRX STI
6. Xavier Pons, Julia - Mitsubishi Lancer EVO VIII
7. Crocker, Foletta - Subaru Impreza WRX STI
8. Arai, Sircombe - Subaru Impreza WRX
9. MacShea, Orr - Subaru Impreza WRX
10. Boldacci, Bernacchini - Mitsubishi Lancer EVO VII

## Celkové pořadí

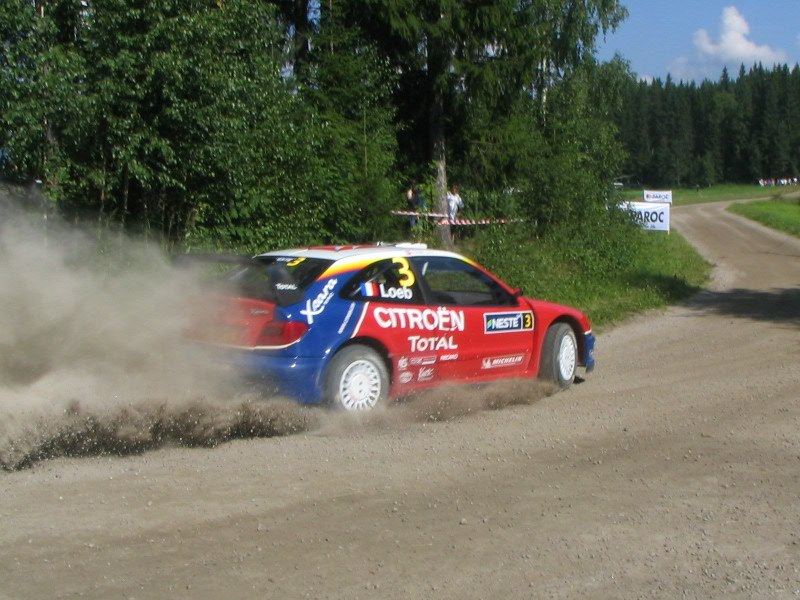
Mistr světa Loeb ve Finsku

### Značky
1. Citroën Sport - 194
2. Ford M-Sport - 143
3. Subaru World Rally Team - 122
4. Peugeot Sport - 101
5. Mitsubishi Ralliart - 17

### Jezdci
1. Sébastien Loeb - 118
2. Petter Solberg - 82
3. Markko Märtin - 79
4. Carlos Sainz - 73
5. Marcus Grönholm - 62
6. Francois Duval - 53
7. Mikko Hirvonen - 29
8. Harri Rovanperä - 28
9. Jane Tuohino - 16
10. Freddy Loix - 9

### Juniorský šampionát
1. Per-Gunnar Andersson - Suzuki Swift S1600 - 39
2. Nicolas Bernardi - Renault Clio S1600 - 37
3. Guy Wilks - Suzuki Swift S1600 - 34
4. Kosti Katajamäki - Suzuki Swift S1600 - 31
5. Mirco Baldacci - Suzuki Swift S1600 - 23

### Produkční šampionát
1. Niall McShea - Subaru Impreza WRX STI - 35
2. Toshihiro Arai - Subaru Impreza WRX STI - 30
3. Jani Paasonen - Mitsubishi Lancer EVO VII - 29
4. Xavi Pons - Mitsubishi Lancer EVO VIII - 27
5. Alister McRae - Subaru Impreza WRX STI - 26